# Scaligeria korovinii
Scaligeria korovinii är en flockblommig växtart som beskrevs av Jevgenij Grigorjevitj Bobrov. Scaligeria korovinii ingår i släktet Scaligeria och familjen flockblommiga växter. Inga underarter finns listade i Catalogue of Life.